# Alfa Romeo G1
Alfa Romeo G1 — первая, полностью новая разработка Alfa Romeo после марки A.L.F.A.. Проект нового роскошного G1, появился во время рассмотрения судебного иска против Никола Ромео, о поглощении фирмы. Этот проект и одновременно обновления для 24HP, будущего 20/30HP Джузеппе Мерози набрасывал дома.
Шасси автомобиля было длиннее и жёстче в сравнении с 40-60HP. Самой большой новинкой этого автомобиля стал совершенно новый 6-цилиндровый рядный двигатель, объёмом 6,3 л, состоящий из двух чугунных блока, каждый из которых включал три цилиндра. Двигатель имел мощность 70 л. с. и вращающий момент в 293 Н·м. Это самый большой двигатель, когда-либо установленный на Alfa Romeo до настоящего времени. С таким двигателем автомобиль достигал максимальной скорости 86 миль в час (138 км/ч). G1 участвовал в гонках, что позволило ему получить собственный класс в Coppa de Garda.
С достаточно интенсивным повышением цен на бензин и приблизительным расходом в галлон на шесть миль, продажи автомобиля с таким большим двигателем были очень низкими, и как следствие всего было сделано 52 экземпляра. Ныне существует только один экземпляр в Новой Зеландии. Изначально машина принадлежала бизнесмену из Квинсленда.
18-19 января 2018 года на торгах аукционного дома RM Sotheby's, которые пройдут в Финиксе (Аризона, США) будет выставлен старейший автомобиль Alfa Romeo G1. «Сотбис» не установил начальную цену Alfa Romeo G1, но поскольку это единственный из известных сохранившихся экземпляров, эксперты полагают, что он может уйти за 1,5 миллиона долларов.